# Laço foreach
For each (ou foreach), em português para cada, é uma expressão idiomática de linguagem de computador para travessia de itens em um coleção. Foreach geralmente é usada em lugar de uma declaração for padrão. Ao contrário de outras construções de loop for, no entanto, loops foreach geralmente mantêm um contador não explícito: eles basicamente dizem "faça isso para tudo dentro deste conjunto (set)", em vez de "faça isto x vezes". Isso evita possíveis erros off-by-one e torna o código mais fácil de ler. Em linguagens orientadas a objetos um iterador, mesmo que implícito, é frequentemente utilizado como meio de travessia.

## Sintaxe
A sintaxe varia entre as linguagens. A maioria delas usam a palavra simples for, mais ou menos da seguinte forma:
```
for each item in coleção:
  faça algo com o item
```

## Suporte de linguagens

### Python
```
for
 
item
 
in
 
colecao_iteravel
:

    
# faça algo com o item

```

A atribuição de tupla de Python, totalmente disponível em seu loop foreach, também torna trivial iterar em pares (chave, valor) em arrays associativos:
```
for
 
chave
,
 
valor
 
in
 
algum_dicionario
.
items
():
 
# iteração direta em um dicionário itera em suas chaves

    
# faça algo

```

Como for ... in é o único tipo de loop em Python, o equivalente ao loop "contador" encontrado em outras linguagens é:
```
for
 
i
 
in
 
range
(
len
(
seq
)):

    
# faça algo à seq[i]

```

... apesar de que usar a função enumerate é considerado mais "Pythônico":
```
for
 
i
,
 
item
 
in
 
enumerate
(
seq
):

    
# faça algo com o item

    
# possivelmente designe-o de volta à seq[i]

```